# Chris Carson
Chris Carson, właśc. Krystian Siłakowski (ur. 1992), znany również jako Kaerson – polski producent muzyczny.

## Dyskografia
Albumy
| Rok  | Album                                                                              | Pozycja na liście | Sprzedaż       | Certyfikat         |
| Rok  | Album                                                                              | POL               | Sprzedaż       | Certyfikat         |
| ---- | ---------------------------------------------------------------------------------- | ----------------- | -------------- | ------------------ |
| 2014 | Made in Heaven (oraz Paluch) - Data: 6 października 2014 - Wydawca: B.O.R. Records | 3                 | - POL: 15 000+ | - POL: złota płyta |
| 2025 | PCC 2.5 (oraz Paluch) - Data: 23 maja 2025 - Wydawca: B.O.R. Records               | 6                 |                |                    |

Inne
| Rok  | Album                         | Uwagi                                        | Źródło |
| ---- | ----------------------------- | -------------------------------------------- | ------ |
| 2013 | Lepszego życia diler – Paluch | produkcja utworów „Opór” i „Chcę mniej”      | [ 6 ]  |
| 2014 | Emigracja LP – KBPS           | produkcja utworu „Szanse”                    | [ 7 ]  |
| 2015 | Ezoteryka – Quebonafide       | produkcja utworów „Hype” i „Ciuchy, kobiety” | [ 8 ]  |
| 2023 | 3H Hajp Hajs Hejt – Tede      | produkcja utworu „Całe lato”                 | [ 9 ]  |

## Teledyski
| Rok  | Tytuł                                         | Reżyseria/Realizacja | Album          | Źródło |
| ---- | --------------------------------------------- | -------------------- | -------------- | ------ |
| 2014 | „Daleko stąd” (oraz Paluch)                   |                      | Made in Heaven | [ 10 ] |
| 2014 | „RIP (Rap i pieniądze)” (oraz Paluch)         |                      | Made in Heaven | [ 11 ] |
| 2014 | „Magma” (oraz Paluch)                         |                      | Made in Heaven | [ 12 ] |
| 2014 | „Mam skrzydła” (oraz Paluch; gościnnie: Kali) | Michał Kwiatek       | Made in Heaven | [ 13 ] |